# Jhamir Ordain
Jhamir Kareem Ordain Alexander (San José, 29 luglio 1993) è un calciatore costaricano, difensore del Santos de Guápiles.

## Carriera

### Club
Ha giocato nel campionato costaricano.

### Nazionale
Con la nazionale costaricana ha esordito nel 2017 ed è stato convocato per la Gold Cup dello stesso anno.